# Григорчук, Николай Иванович
Николай Иванович Григорчук (1873 — 1914) — русский военный деятель, полковник (1915; посмертно). Герой Первой мировой войны, погиб в бою.

## Биография
В 1893 году после окончания Тифлисского кадетского корпуса вступил в службу. В 1895 году после окончания Александровского военного училища по I разряду произведён в подпоручики и выпущен в Апшеронский 81-й пехотный полк. В 1898 году произведён в поручики. 
В 1902 году произведён в штабс-капитаны, в 1900 году в капитаны — командир роты, с 1913 года произведён в подполковники — командир 1-го батальона Апшеронского 81-го пехотного полка.
С 1914 года участник Первой мировой войны во главе своего батальона. 20 августа 1914 года погиб в бою у д. Файславице, Высочайшим приказом от 11 июля 1916 года исключён из списков убитым в бою с неприятелем. Высочайшим приказом от 13 мая 1915 года посмертно за боевые отличия произведён в полковники.

Высочайшим приказом от 15 апреля 1915 года за храбрость посмертно награждён орденом Святого Георгия 4-й степени:
За то, что командуя 1-м батальоном  81-го пехотного Апшеронского полка, в бою 20-го августа 1914 года у сел. Файславице, энергичными действиями заставил наступавшего противника отойти и занять укреплённую позицию, после чего перешёл в наступление, выбил противника с занимаемой им позиции, чем оказал полное содействие успеху отряда генерал-майора Веселовского, и в этом же бою своей смертью запечатлел свой подвиг

## Награды
- Орден Святого Станислава 3-й степени (ВП 1908)
- Орден Святого Станислава 2-й степени с мечами (ВП 16.05.1914)
- Орден Святого Георгия 4-й степени (ВП 15.04.1915)